# Artaix (Saona i Loira)
Artaix és un municipi francès, situat al departament de Saona i Loira i a la regió de Borgonya - Franc Comtat. L'any 2007 tenia 397 habitants.

## Demografia

### Població
El 2007 la població de fet d'Artaix era de 397 persones. Hi havia 150 famílies, de les quals 44 eren unipersonals (8 homes vivint sols i 36 dones vivint soles), 43 parelles sense fills, 43 parelles amb fills i 20 famílies monoparentals amb fills.
La població ha evolucionat segons el següent gràfic:
Habitants censats

### Habitatges
El 2007 hi havia 203 habitatges, 155 eren l'habitatge principal de la família, 39 eren segones residències i 9 estaven desocupats. 192 eren cases i 7 eren apartaments. Dels 155 habitatges principals, 120 estaven ocupats pels seus propietaris, 34 estaven llogats i ocupats pels llogaters i 2 estaven cedits a títol gratuït; 4 tenien una cambra, 6 en tenien dues, 24 en tenien tres, 47 en tenien quatre i 74 en tenien cinc o més. 135 habitatges disposaven pel capbaix d'una plaça de pàrquing. A 75 habitatges hi havia un automòbil i a 64 n'hi havia dos o més.

### Piràmide de població
La piràmide de població per edats i sexe el 2009 era:
| Homes | Edats   | Dones |
| ----- | ------- | ----- |
| 0     | 95 o +  | 0     |
| 0     | 90 a 94 | 4     |
| 4     | 85 a 89 | 8     |
| 4     | 80 a 84 | 0     |
| 8     | 75 a 79 | 20    |
| 8     | 70 a 74 | 4     |
| 8     | 65 a 69 | 8     |
| 12    | 60 a 64 | 12    |
| 0     | 55 a 59 | 8     |
| 0     | 50 a 54 | 4     |
| 24    | 45 a 49 | 4     |
| 20    | 40 a 44 | 16    |
| 16    | 35 a 39 | 24    |
| 12    | 30 a 34 | 16    |
| 8     | 25 a 29 | 12    |
| 0     | 20 a 24 | 4     |
| 0     | 15 a 19 | 12    |
| 12    | 10 a 14 | 24    |
| 24    | 5 a 9   | 4     |
| 0     | 0 a 4   | 8     |

## Economia
El 2007 la població en edat de treballar era de 225 persones, 155 eren actives i 70 eren inactives. De les 155 persones actives 142 estaven ocupades (81 homes i 61 dones) i 13 estaven aturades (4 homes i 9 dones). De les 70 persones inactives 18 estaven jubilades, 14 estaven estudiant i 38 estaven classificades com a «altres inactius».

### Ingressos
El 2009 a Artaix hi havia 154 unitats fiscals que integraven 355,5 persones, la mediana anual d'ingressos fiscals per persona era de 14.479 €.

### Activitats econòmiques
Dels 13 establiments que hi havia el 2007, 5 eren d'empreses de fabricació d'altres productes industrials, 3 d'empreses de construcció, 1 d'una empresa d'hostatgeria i restauració, 1 d'una empresa immobiliària, 2 d'empreses de serveis i 1 d'una empresa classificada com a «altres activitats de serveis».
Dels 3 establiments de servei als particulars que hi havia el 2009, 1 era un paleta, 1 lampisteria i 1 electricista.
L'any 2000 a Artaix hi havia 19 explotacions agrícoles que ocupaven un total de 1.092 hectàrees.

## Equipaments sanitaris i escolars
El 2009 hi havia una escola elemental integrada dins d'un grup escolar amb les comunes properes formant una escola dispersa.

## Poblacions properes
El següent diagrama mostra les poblacions més properes.